# Simply Red
Simply Red (МФА:['sɪmplɪ red], рус. — Просто Рыжий) — британская поп- и соул-группа. По одной из версий, название группа получила благодаря цвету волос её лидера Мика Хакнелла. За свою историю Simply Red выпустили одиннадцать студийных альбомов и продали более 50 миллионов дисков. Последний из них, Big Love, датируется маем 2015 года.

## История группы

### Образование группы. 1980-е годы
Импульсом к созданию собственной группы для Мика Хакнелла — молодого певца из Дентона, Ланкашир — послужило посещение легендарного выступления Sex Pistols в Манчестере в 1976 году. На том концерте было совсем немного народа, но практически все посетители были будущими участниками таких известных коллективов, как Joy Division, New Order, The Smiths и Buzzcocks. Первая группа Хакнелла называлась The Frantic Elevators и исполняла панк-рок. Коллектив добился скромного успеха, достичь чего-то большего не получилось, и группа распалась в 1984 году.
Однако после распада The Frantic Elevators Хакнелл начал сотрудничать с менеджером Эллиотом Рашнеллом. Вместе с ним они собрали группу из местных сессионных музыкантов и стали искать звукозаписывающую компанию для того, чтобы подписать контракт. Именно тогда за группой закрепилось название Simply Red. В 1985 году группа подписала контракт с компанией Electra, на тот момент в состав коллектива помимо Хакнелла входило ещё 5 музыкантов, однако состав Simply Red в дальнейшем постоянно изменялся. Первым релизом группы стал сингл «Money’s Too Tight (To Mention)». Это была кавер-версия соул-стандарта, изначально записанного коллективом The Valentine Brothers. Сингл имел определённый успех — он попал в чарт Великобритании, Top 100 США и Франции и Top 5 Италии.
В 1986 году группа переписала последний сингл The Frantic Elevators «Holding Back the Years», сделав звучание более приближённым к поп-музыке, и выпустила песню в качестве своего второго сингла. Новая работа получилась ещё более успешной — в Италии она добралась до 5-го места хит-парада, в Великобритании — до 2-го, а в США заняла первую строчку. Поэтому свой первый альбом Picture Book Simply Red выпустили уже будучи весьма популярными артистами.
Работа над вторым альбомом протекала недолго — Men and Women вышел свет уже в следующем 1987 году. На новой пластинке группа немного изменила имидж — вместо красочных одежд появились строгие костюмы и шляпы-котелки. Примерно тогда же Мик Хакнелл стал любимым героем различных таблоидов, он заработал себе репутацию любителя женщин, который иногда мог ввернуть в речь крепкое слово. Men and Women пользовался большим успехом, однако момент наивысшего успеха пришёл к Simply Red чуть позже — это была кавер-версия песни «If You Don’t Know Me By Now», вышедшая в 1989 году и ставшая самым популярным хитом группы. На фоне успеха этой песни новый альбом A New Flame пользовался огромным спросом. К тому времени Хакнелл был уже общепризнанной звездой международного масштаба, его фотографии в компании моделей и голливудских знаменитостей регулярно появлялись в глянцевых журналах. Такое поведение лидера привело к возникновению проблем внутри группы, более того, в одном из интервью 1991 года Хакнелл заявил, что Simply Red является «по сути, сольным проектом».

### 1990-е годы
В 1991 году Simply Red выпустил очередной альбом Stars. Целых три песни с этого альбома: «Something’s Got Me Started», «Stars» и «For Your Babies» — снискали популярность в народе, а сам альбом до сих пор считается Хакнеллом вершиной творческого и коммерческого успеха Simply Red. В общей сложности было продано около восьми миллионов экземпляров пластинки, и Stars в результате стал самым продаваемым альбомом года в Великобритании. Группа активно гастролировала два года после выхода этого диска, а после окончания турне решила взять перерыв в студийной деятельности.
Следующая новая работа группы — сингл «Fairground» — появилась только в 1995 году. В этой песне Simply Red решили поэкспериментировать с более танцевальным звучанием. Альбом Life, в который вошла «Fairground», вышел в том же году и занял первое место британского хит-парада, хотя критики высказывалась сдержанно, утверждая, что Simply Red не сказали этим альбомом ничего нового. Примерно так же прореагировали критики и на следующую пластинку Blue, которая появилась на свет тремя годами позже. Изначально это должен был быть альбом кавер-версий, однако Хакнелл передумал, и на альбоме осталось только четыре кавера. Осознав, что критики подозревают группу в идейном застое, Simply Red решили изменить звучание, и результатом этих манипуляций стал альбом Love and the Russian Winter, вышедший в 1999 году. Влияние электронной танцевальной музыки на этой пластинке стало куда более ощутимым, однако общий неторопливый спад карьеры группы привёл к тому, что альбом не сумел подняться выше пятой строчки британских чартов.
Следующим релизом группы стал сборник синглов It’s Only Love. Вскоре после этого Хакнелл разорвал контракт с лейблом Elektra и основал свою собственную студию звукозаписи,
названную Simplyred.com.

### 2000-е годы

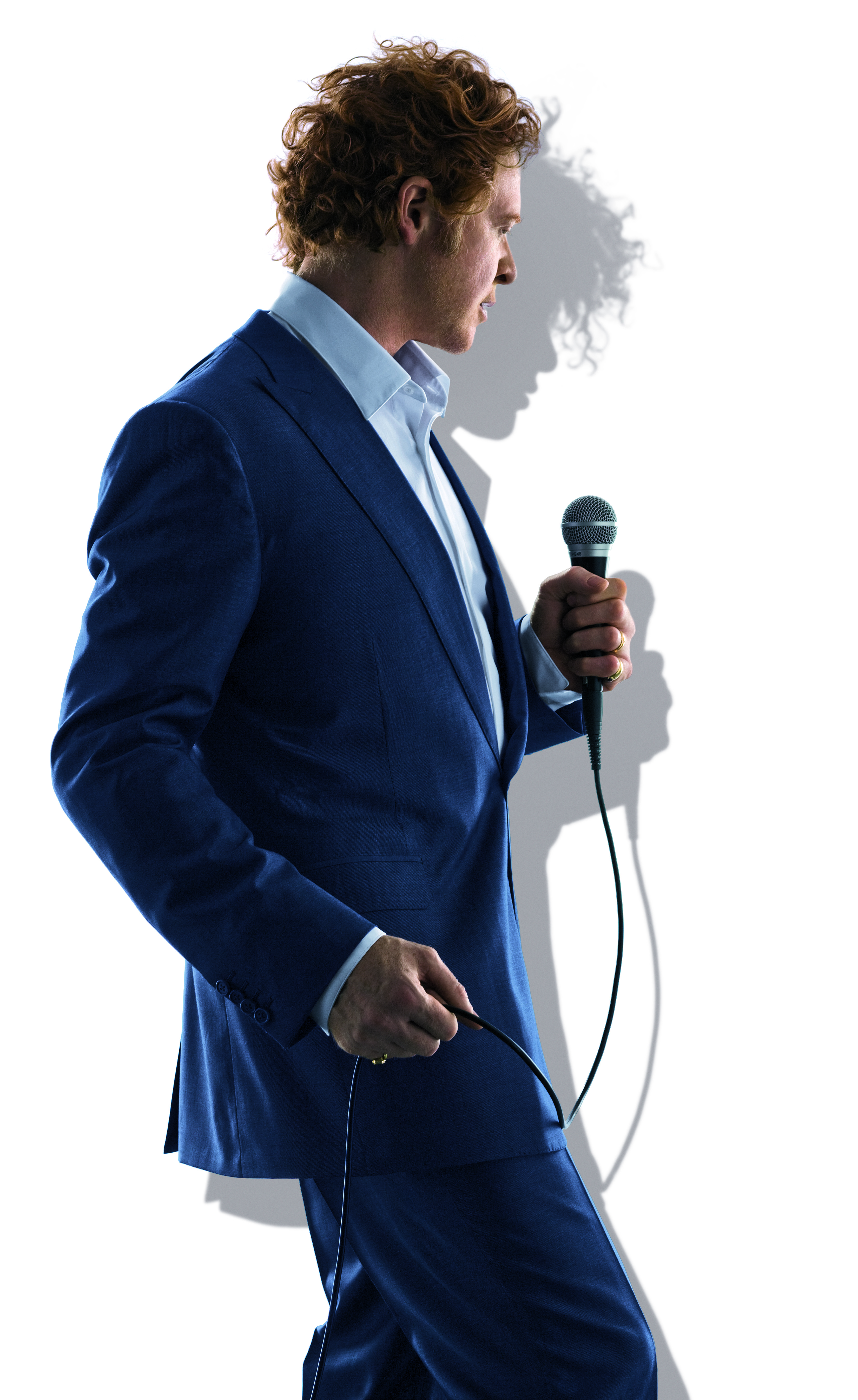
Промо-фото Хакнелла для тура 2010 года

Первым релизом нового лейбла стал альбом Home, выпущенный в 2003 году и добравшийся до второго места британского хит-парада; клип на одноимённую песню ротировался на российских музыкальных каналах. Следующим шагом группы стала перезапись своих старых песен в акустических аранжировках. В итоге получилась пластинка Simplified, туда же вошла и новая песня «Perfect Love». В марте 2007 года вышел диск Stay, содержавший такие запоминающиеся мелодии, как «Stay», «Oh! What A Girl» и «Money TV», в которой солист осуждал нацеленность современной культуры на материальную выгоду. В 2009 году группа отправилась в турне, которое Хакнелл назвал последним. Он сообщил, что 25 лет — это немалый срок, и альбомом Stay ему хотелось завершить историю Simply Red. В 2009 году вышел сборник 25: The Greatest Hits, на котором были представлены лучшие песни, созданные коллективом, а через год вышла ещё одна компиляция Songs Of Love.
В 2015 году группа объявила о своём воссоединении.

## Состав
Текущий состав
- Мик Хакнелл — ведущий вокал (1985—2010, 2015)
- Иэн Киркхэм[англ.] — саксофон, клавишные (1986—2010, 2015)
- Стив Левинсон — бас-гитара (1995—1998, 2003—2010, 2015)
- Кэндзи Судзуки[яп.] — гитара (1998—2010, 2015)
- Кевин Робинсон — труба, флейта (1999—2010, 2015)
- Дэйв Клейтон[англ.] — клавишные (2003—2010, 2015)
- Роман Рот — ударные (2015)

Бывшие участники
| - Фриц Макинтайр — клавишные, вокал (1985—1996) - Тим Келлетт — медные духовые инструменты, клавишные, бэк-вокал, бас-гитара (1985—1994) - Тони Бауэрс — бас-гитара (1985—1991) - Крис Джойс — ударные (1985—1991) - Дэвид Фриман — гитара (1985) - Сильвиан Ричардсон — гитара (1985—1987) - Азиз Ибрагим — гитара (1987—1988) - Эйтор Перейра — гитара (1988—1996) - Гота Ясики — ударные (1991—1995, 1998—2003) - Шон Уорд — бас-гитара, бэк-вокал (1991—1994) | - Ди Джонсон — бэк-вокал (1992—2008) - Велрой Бэйли — ударные (1995—1998) - Сара Браун — бэк-вокал (1996—2008) - Тим Вайн — клавишные, бас-гитара (1996—1999) - Джон Джонсон — медные духовые инструменты (1998—2008) - Марк Джеймс — гитара (1998—2003) - Уэйн Стоббарт — бас-гитара (1998—2003) - Крис Де Маргери — деревянные духовые инструменты (1998—2008) - Энди Райт — клавишные, бас-гитара (1998—2002) - Пит Левинсон — ударные (2003—2010) |

Хронология